# نابلزتاون (پنسیلوانیا)
نابلزتاون (به انگلیسی: Noblestown) یک منطقهٔ مسکونی در ایالات متحده آمریکا است که در شهرستان الگینی، پنسیلوانیا واقع شده‌است. نابلزتاون ۵۷۵ نفر جمعیت دارد.